# Lake Alfred
Lake Alfred es una ciudad ubicada en el condado de Polk en el estado estadounidense de Florida. En el Censo de 2010 tenía una población de 5.015 habitantes y una densidad poblacional de 146,95 personas por km².

## Geografía
Lake Alfred se encuentra ubicada en las coordenadas 28°5′56″N 81°43′29″O / 28.09889, -81.72472. Según la Oficina del Censo de los Estados Unidos, Lake Alfred tiene una superficie total de 34.13 km², de la cual 24.03 km² corresponden a tierra firme y (29.58%) 10.1 km² es agua.

## Demografía
Según el censo de 2010, había 5.015 personas residiendo en Lake Alfred. La densidad de población era de 146,95 hab./km². De los 5.015 habitantes, Lake Alfred estaba compuesto por el 71.31% blancos, el 17.55% eran afroamericanos, el 0.42% eran amerindios, el 1.69% eran asiáticos, el 0% eran isleños del Pacífico, el 6.8% eran de otras razas y el 2.23% pertenecían a dos o más razas. Del total de la población el 16.01% eran hispanos o latinos de cualquier raza.